# Power take-off

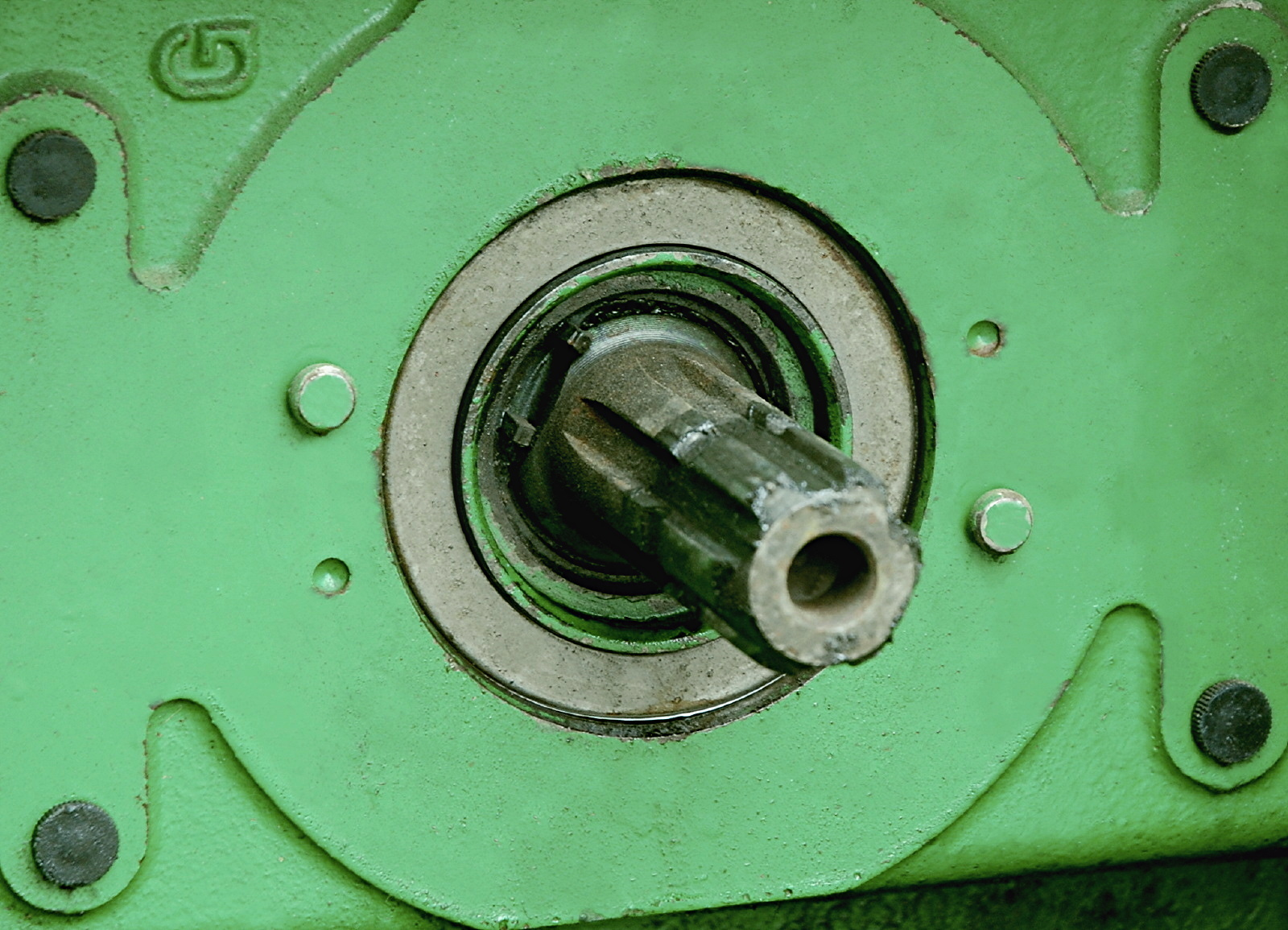
Power take-off aan een tractor

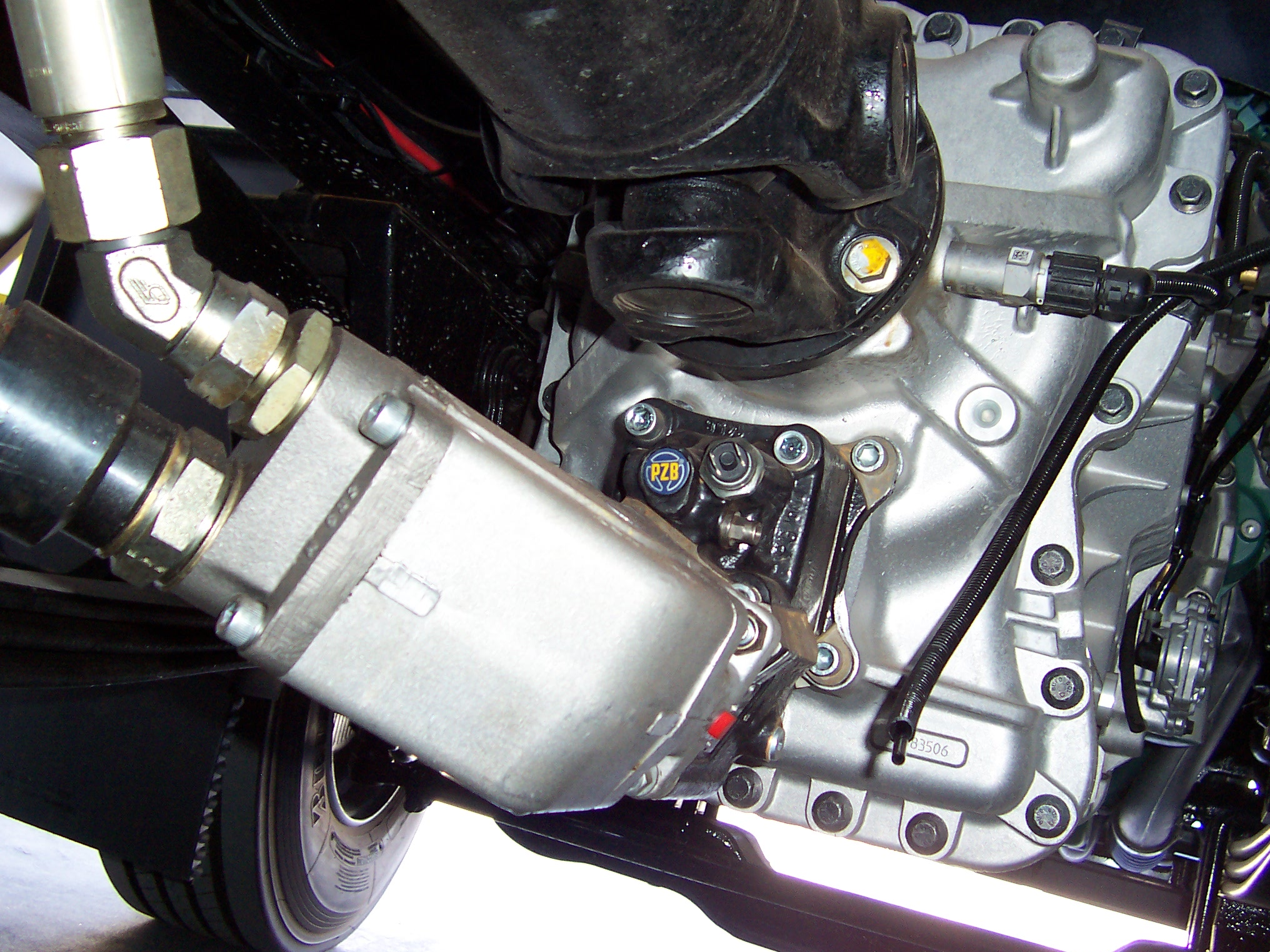
Hydraulische PTO op de versnellingsbak van een vrachtauto

De power take-off (PTO) of krachtafnemer is een voorziening op een tandwielkast, versnellingsbak of reductiebak van vooral vrachtauto's, tractoren en vliegtuigen(motoren). Het doel is het aandrijven van werktuigen die aan het voertuig gekoppeld zijn. Het voertuig kan eventueel uitsluitend als aandrijving van het werktuig dienen, zonder dat het zich verplaatst (vergelijkbaar met de locomobiel). Voordat de PTO werd uitgevonden, werden werktuigen meestal door middel van drijfriemen aangedreven. De PTO bevindt zich bij de meeste moderne trekkers in het midden van de driepuntsophanging voor werktuigen.

## Algemeen
Het systeem bestaat uit een extra toegevoegde, apart inschakelbare, uitgang aan de versnellingsbak of tussenbak (c.q. reductiebak). Deze voorziening kan zowel mechanisch als hydraulisch zijn. Externe werktuigen, zoals lieren, pompen en landbouwmachines kunnen middels een spievertanding worden aangekoppeld en zo worden aangedreven. Zo is het mogelijk de kracht van de truck- of tractormotor niet alleen te gebruiken voor de voortbeweging maar ook om externe machines mee aan te drijven.
Nederlandse benamingen zijn krachtafnemer of aftakas, maar in de techniek wordt meestal de afkorting PTO gebruikt.

## Toepassing
- De mechanische power take-off wordt gebruikt voor de aandrijving van:
  - pompen bij brandweerwagens
  - compressoren (blowers); op bulkauto's
  - lieren; op onder meer tanktransporters en bergingsvoertuigen
- De hydraulische PTO wordt meestal gebruikt op:
  - kippers

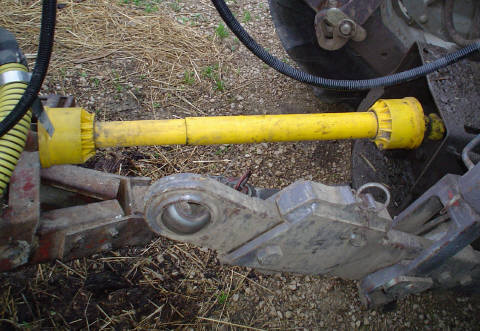
Aftakas (met afdekkap) aan PTO

Bij tractoren wordt aan de PTO een eenvoudig te verwijderen aftak-as gekoppeld, bedoeld als verbinding tussen de motor van de trekker en een mechanisch werkend landbouwwerktuig, zoals:
- balenpers
- rotorkopeg
- cyclomaaiers
- zaaimachine
- voermengwagen
- Versnipperaar

Om te voorkomen dat een zware aangedreven machine, zoals een balenpers, bij het loslaten van het gaspedaal de tractor aan zou kunnen drijven, is de PTO voorzien van een vrijloop.
Bij vliegtuigen worden ze op diverse manieren toegepast. De PTO van tandwielkasten wordt zowel hydraulisch als mechanisch toegepast. Zo hebben vliegtuigen ook diverse motoren. Veel hoofdmotoren worden opgestart door hydraulisch of door gas aangedreven accumulatoren die de gasturbine door middel van een tandwieloverbrenging aandrijven tijdens het opstarten. De koppeling wordt dan PTO genoemd. Ook worden dezelfde PTO-assen gebruikt om de accumulatoren weer op druk te brengen voor de volgende start. Daarnaast worden de PTO-assen indirect ook voor smeerpompen en brandstofpompen en koeling gebruikt.